# Geodena lipara
Geodena lipara là một loài bướm đêm trong họ Geometridae.